# ジョナ・ブライド
ジョナ・ブライド（Jonah Bride, 1995年12月27日 - ）は、アメリカ合衆国オクラホマ州オワッソ出身のプロ野球選手（内野手）。右投右打。MLBのミネソタ・ツインズ傘下所属。

## 経歴

### プロ入り前
サウスカロライナ大学時代には同学年にクラーク・シュミット、一学年上にウィル・クロウ、一学年下にコディ・モリスがいた。

### プロ入りとアスレチックス時代
2018年のMLBドラフト23巡目（全体683位）でオークランド・アスレチックスから指名され、プロ入り。契約後、傘下のルーキー級アリゾナリーグ・アスレチックスでプロデビュー。A-級バーモント・レイクモンスターズでもプレーし、2チーム合計で56試合に出場して打率.280、3本塁打、34打点、3盗塁を記録した。
2019年はA+級ストックトン・ポーツとAA級ミッドランド・ロックハウンズでプレーし、2チーム合計で117試合に出場して打率.277、10本塁打、58打点、2盗塁を記録した。
2020年は新型コロナウイルスの影響でマイナーリーグの試合が開催されなかったため、公式戦の出場は無かった。
2021年はAA級ミッドランドでプレーし、78試合に出場して打率.265、9本塁打、49打点、2盗塁を記録した。オフにはアリゾナ・フォールリーグに参加し、メサ・ソーラーソックスに所属した。11月19日にはルール5ドラフトでの流出を防ぐために40人枠入りした。
2022年は開幕をAAA級ラスベガス・アビエイターズで迎えた。6月14日にメジャー初昇格し、同日のボストン・レッドソックス戦にて「9番・三塁手」で先発出場してメジャーデビュー。初打席はニック・ピベッタからの三ゴロだった。翌15日の同カードの第2打席でジョシュ・ウィンコウスキーから右方向へ初安打を放った。8月26日のニューヨーク・ヤンキース戦ではゲリット・コールから初本塁打を放った。この年メジャーでは58試合に出場して打率.204、1本塁打、6打点、1盗塁を記録した。
2023年は40試合に出場して打率.170、7打点を記録した。
2024年2月2日にDFAとなった。

### マーリンズ時代
2024年2月6日に金銭とのトレードで、マイアミ・マーリンズへ移籍した。しかし、開幕ロースターには残れず、4月4日にマイナーに降格した。その後は5月と7月に2度メジャーに昇格した。特に2度目の昇格となった7月以降はメジャーに定着し、最終的には自己最多となる71試合に出場して打率.276、11本塁打、39打点を記録した。
2025年の開幕もメジャーで迎え、開幕後は12試合に出場した。ただ安打は4本しか打つことができず、4月15日にヘスス・サンチェスを復帰させることに伴ってDFAとなった。

### ツインズ時代
2025年4月16日に金銭トレードで、ミネソタ・ツインズへ移籍した。7月1日にロイス・ルイスの負傷者リストからの復帰に伴ってDFAとなり、翌2日にマイナー契約となって傘下のAAA級セントポール・セインツへ配属された。

## 詳細情報

### 年度別打撃成績
| 年 度    | 球 団    | 試 合 | 打 席 | 打 数 | 得 点 | 安 打 | 二 塁 打 | 三 塁 打 | 本 塁 打 | 塁 打 | 打 点 | 盗 塁 | 盗 塁 死 | 犠 打 | 犠 飛 | 四 球 | 敬 遠 | 死 球 | 三 振 | 併 殺 打 | 打 率 | 出 塁 率 | 長 打 率 | O P S |
| -------- | -------- | ----- | ----- | ----- | ----- | ----- | -------- | -------- | -------- | ----- | ----- | ----- | -------- | ----- | ----- | ----- | ----- | ----- | ----- | -------- | ----- | -------- | -------- | ----- |
| 2022     | OAK      | 58    | 182   | 162   | 17    | 33    | 4        | 0        | 1        | 40    | 6     | 1     | 0        | 1     | 1     | 19    | 0     | 4     | 32    | 4        | .204  | .301     | .247     | .548  |
| 2023     | OAK      | 40    | 106   | 88    | 9     | 15    | 3        | 0        | 0        | 18    | 7     | 0     | 1        | 1     | 2     | 11    | 0     | 4     | 22    | 3        | .170  | .286     | .205     | .491  |
| 2024     | MIA      | 71    | 272   | 232   | 30    | 64    | 10       | 0        | 11       | 107   | 39    | 0     | 1        | 0     | 7     | 30    | 1     | 3     | 55    | 9        | .276  | .357     | .461     | .818  |
| MLB：3年 | MLB：3年 | 169   | 565   | 482   | 56    | 112   | 17       | 0        | 12       | 165   | 52    | 1     | 2        | 2     | 10    | 60    | 1     | 11    | 109   | 16       | .232  | .325     | .342     | .667  |

- 2024年度シーズン終了時

### 年度別守備成績
| 年 度 | 球 団 | 一塁（1B） | 一塁（1B） | 一塁（1B） | 一塁（1B） | 一塁（1B） | 一塁（1B） | 二塁（2B） | 二塁（2B） | 二塁（2B） | 二塁（2B） | 二塁（2B） | 二塁（2B） | 三塁（3B） | 三塁（3B） | 三塁（3B） | 三塁（3B） | 三塁（3B） | 三塁（3B） |
| 年 度 | 球 団 | 試 合      | 刺 殺      | 補 殺      | 失 策      | 併 殺      | 守 備 率   | 試 合      | 刺 殺      | 補 殺      | 失 策      | 併 殺      | 守 備 率   | 試 合      | 刺 殺      | 補 殺      | 失 策      | 併 殺      | 守 備 率   |
| ----- | ----- | ---------- | ---------- | ---------- | ---------- | ---------- | ---------- | ---------- | ---------- | ---------- | ---------- | ---------- | ---------- | ---------- | ---------- | ---------- | ---------- | ---------- | ---------- |
| 2022  | OAK   | 5          | 21         | 1          | 0          | 0          | 1.000      | 32         | 38         | 64         | 1          | 15         | .990       | 21         | 9          | 31         | 3          | 1          | .930       |
| 2023  | OAK   | 5          | 13         | 2          | 0          | 1          | 1.000      | -          | -          | -          | -          | -          | -          | 27         | 19         | 41         | 2          | 8          | .968       |
| 2024  | MIA   | 38         | 236        | 20         | 2          | 29         | .992       | 3          | 2          | 3          | 0          | 0          | 1.000      | 13         | 4          | 15         | 1          | 4          | .950       |
| MLB   | MLB   | 48         | 270        | 23         | 2          | 30         | .993       | 35         | 40         | 67         | 1          | 15         | .991       | 61         | 32         | 87         | 6          | 13         | .952       |

- 2024年度シーズン終了時

### 背番号
- 77（2022年）
- 26（2023年）
- 41（2024年 - 2025年4月14日）
- 31（2025年4月19日 - 同年6月30日）